# Onno Boelee
Onno Boelee – nowozelandzki judoka.
Złoty medalista mistrzostw Oceanii w 1973 i brązowy w 1966. Mistrz kraju w 1967, 1968, 1969, 1972 i 1973 roku.